# ルードウィッヒ1881
『ルードウィッヒ1881』（原題：Ludwig 1881, 英題：King Ludwig II）は、1993年のドイツ・スイスの合作映画。88分。ドイツ語。
ドゥビニ兄弟が新たな視点で描いたバイエルン王ルートヴィヒ2世の伝記映画である。1994年の大阪ヨーロッパ映画祭に出品、また同年のベルリン映画祭の正式招待作品であった。
ヘルムート・バーガーが、ヴィスコンティの『ルートヴィヒ/神々の黄昏』で演じたのと同じ役を21年ぶりに演じている。本作は、ヴィスコンティ作品では描かれなかった晩年のエピソードに絞って、ルートヴィヒ2世を違った視点から描いている。また、バーガーは実際のルートヴィヒ2世の没年齢を既に超えていた。

## 内容
ルートヴィヒ2世はハンガリー生まれの宮廷役者ヨーゼフ・カインツと共にフィーアヴァルトシュテッテ湖へ旅に出る。シラーの『ヴィルヘルム・テル（ウィリアム・テル）』に描かれている歴史的な場所を訪れ、詩の朗読をさせようとする。

## スタッフ
- 監督・脚本：ドナテロ・ドゥビニ、フォスコ・ドゥビニ
- 撮影：マチス・カリン
- 編集：クリステル・マイエ
- 音楽：クロノス・クァルテット、ケヴィン・ヴォランズ

## キャスト
- ヘルムート・バーガー
- マックス・ディドフ
- ミカエル・シラー